# Georg Reichert (Musikwissenschaftler)
Georg Nikolaus Reichert (* 1. Dezember 1910 in Stephansfeld (Banat); † 15. März 1966 in Würzburg) war ein deutscher Musikwissenschaftler.

## Leben und Werk
Georg Reichert promovierte 1935 in Wien mit der ungedruckten Arbeit Zur Geschichte der Wiener Messenkomposition in der ersten Hälfte des 18. Jahrhunderts.
Georg Reichert begann seine Lehrtätigkeit 1936 in Tübingen als Assistent von Ernst Fritz Schmid und Carl Leonhardt. Hier habilitierte er sich 1940 mit einer Arbeit über Erasmus Widmann, die 1951 in Stuttgart im Druck erschien. Zwischen 1951 und 1959 vertrat er mehrmals Lehrstühle an den Universitäten Tübingen und München. Seit 1960 wirkte er bis zu seinem Tode 1966 als Ordinarius in Würzburg. 1965 konnte er dem Ruf auf den Lehrstuhl für Musikwissenschaft an der Universität Bonn gesundheitlich bedingt nicht mehr folgen.

## Schriften von Georg Reichert (Auswahl)
- Strukturprobleme der älteren Sequenz. In: Deutsche Vierteljahrsschrift für Literaturwissenschaft und Geistesgeschichte. Band 23, 1949, S. 227–225, doi:10.1007/BF03374925.
- Der Passamezzo. In: Hans Albrecht, Helmuth Osthoff, Walter Wiora (Hrsg.): Gesellschaft für Musikforschung. Kongreß-Bericht. Lüneburg. 1950. Bärenreiter, Kassel u. a. 1950, S. 94–97.
- Kirchentonart als Formfaktor in der mehrstimmigen Musik des 15. und 16. Jahrhunderts. In: Die Musikforschung. Jahrgang 4, Heft 1, 1951, S. 35–48, JSTOR:23804555.
- Erasmus Widmann (1572–1634). Leben, Wirken und Werke eines württembergisch-fränkischen Musikers (= Darstellungen aus der württembergischen Geschichte. 36, ZDB-ID 539988-9). Kohlhammer, Stuttgart 1951.
- Martin Crusius und die Musik in Tübingen um 1590. In: Archiv für Musikwissenschaft. Jahrgang 10, Heft 3, 1953, S. 185–212, JSTOR:929736.
- Die Preces primariae-Register Maximilians I. und seine Hofkapelle um 1508. In: Archiv für Musikwissenschaft. Jahrgang 11, Heft 2, 1954, S. 103–119, JSTOR:929617.
- Mozarts „Credo-Messen“ und ihre Vorläufer. In: Mozart-Jahrbuch. 1955 (1956), S. 117–144, urn:nbn:at:at-moz:2-5057.
- Das Verhältnis zwischen musikalischer und textlicher Struktur in den Motetten Machauts. In: Archiv für Musikwissenschaft. Jahrgang 13, Heft 3/4, 1956, S. 197–216, JSTOR:929957.
- Der nordostschwäbische Raum in der Musikgeschichte. In: Ellwanger Jahrbuch. Band 18, 1958/1959, ISSN 2510-2079, S. 7–24.
- Vom Anteil der Geschichte am Wesen der Musik. In: Deutsche Vierteljahrsschrift für Literaturwissenschaft und Geistesgeschichte. Band 35, 1961, S. 483–493, doi:10.1007/BF03375297.
- Giacomo Gorzanis’ „Intabolatura di liuto“ (1567) als Dur- und Molltonarten-Zyklus. In: Heinrich Hüschen (Hrsg.): Festschrift Karl Gustav Fellerer zum sechzigsten Geburtstag am 7. Juli 1962. Bosse, Regensburg 1962, S. 428–438.
- Tonart und Tonalität in der älteren Musik. In: Die Natur der Musik als Problem der Wissenschaft (= Musikalische Zeitfragen. 10). Bärenreiter, Kassel u. a. 1962, S. 97–104.

Darüber hinaus schrieb Georg Reichert verschiedene Artikel in Die Musik in Geschichte und Gegenwart und Neue Deutsche Biographie. Er gab auch die Melodien heraus in Minnesang des 13. Jahrhunderts In: Carl von Kraus: „Deutsche Liederdichter“ ausgewählt von Hugo Kuhn (Tübingen 1953). Ab 1962 war er Mitherausgeber der Zeitschrift Die Musikforschung.